# Gheytariye
Gheytarieh (auch Qeytarieh und Ghaytariyah) ist ein Stadtteil im Nordosten von Teheran. Er befindet sich im Bezirk Schemiran und hat ca. 150 000 Einwohner.
Gheytarieh ist bekannt für seinen gleichnamigen Park, in dem der kadscharische Ministerpräsident Amir Kabir lebte. Heute ist Gheytarieh mit seinen zahlreichen Restaurants ein beliebtes Ausflugsziel für Jugendliche. Benachbarte Bezirke sind: Kaveh, Hekmat, Chizar, Doulat, Dibaji und Darrous.
Der Grund für die Bildung dieses Viertels kann, wie die meisten anderen Viertel in Shemiranat, als Landwirtschaft und Gartenbau angesehen werden.  Die meisten Bewohner des Viertels kamen aus der Stadt Boroujerd aus der Provinz Lorestan